# Bjørn Lomborg
Bjørn Lomborg (n. 6 ianuarie 1965) este un scriitor și un om de știință danez.
A fost director al Institutului de Evaluare a Mediului din Copnehaga, iar în prezent este liderul proiectului Copenhagen Consensus.
Este cunoscut pentru lucrarea Verdens sande tilstand (traducere literală: "Adevărata stare a lumii"), cunoscută în engleză sub titlul: The Skeptical Environmentalist ("Ecologistul sceptic"), apărută în 2001 și care a stârnit vii controverse.
Astfel, a criticat măsurile ecologice pe termen scurt (cum ar fi reducerea emisiilor de dioxid de carbon) și a subliniat importanța celor cu efect pe termen lung.
De asemenea, a dus o campanie contra utilizării energiei regenerabile, considerând-o prea costisitoare și a militat în favoarea exploatării gazului de șist.
În 2008, sondajele efectuate de publicațiile Prospect Magazine și Foreign Policy l-au plasat printre primii 100 de intelectuali ai lumii.
În 2001, la Forumul Economic Mondial, a fost nominalizat ca Global Leader for Tomorrow ("lider mondial al zilei de mâine").